# Palais Grimani di Santa Maria Formosa
Pour les articles homonymes, voir Grimani.
Le palais Grimani di Santa Maria Formosa est un musée d'État, situé à Venise, dans le quartier de Castello, près de  l'église Santa Maria Formosa.

## Histoire et description
Le palais Grimani di Santa Maria Formosa fut construit au Moyen Âge, à la confluence des canaux de San Severo et Santa Maria Formosa.
Au XVIe siècle, le bâtiment fut acheté par Antonio Grimani. Celui-ci le légua à ses petits-fils Vettore Grimani, Procurator de Supra pour la république de Venise, et Giovanni Grimani, patriarche d'Aquilée. Les deux héritiers restructurèrent le bâtiment en s'inspirant de modèles classiques, avec notamment des cycles de fresques et de stucs.
En 1558, à la mort de Vettore, Giovanni Grimani devint l'unique propriétaire du palais. Il en favorisa l'expansion en collaborant avec de nombreux artistes, dont Federico Zuccari – architecte de la décoration du grand escalier – et Camillo Mantovano (it). Dans les salles du palais, Giovanni Grimani fit installer sa collection d'antiquités composée de sculptures, de marbres, de vases, de bronzes et de pierres précieuses. En 1587, il fit don de sa collection à la Sérénissime. À sa mort, la collection fut placée dans l'antichambre de la Bibliothèque Marciana. Jusqu'en 1865, le palais resta la propriété de la famille Grimani.
En 1981, après plusieurs changements de propriétaires, le palais fut acquis par la Surintendance pour le patrimoine architectural et paysager de la ville de Venise, dans un état de grand délabrement. Le 20 décembre 2008, il devint propriété de l'État, et, après une longue restauration, il fut ouvert au public 
La collection exposée est l'une des plus importantes du Musée archéologique national de Venise.
Le palais Grimani di Santa Maria Formosa abrite aujourd'hui un musée appartenant au Pôle du Musée de la Vénétie.
À la suite de la restauration mise en œuvre par l'État italien, les chambres d'époque sont exposées :
- la Chambre de Callisto, avec des stucs de Giovanni da Udine ;
- la Chambre d'Apollon, avec des fresques de Francesco Salviati et Giovanni da Udine ;
- la Salle du Doge Antonio décorée de stucs et de marbres polychromes ;
- la Salle à feuillages décorée par Camillo Mantovano, avec un plafond entièrement recouvert d'arbres fruitiers, de fleurs et d'animaux ;
- la Tribune qui abritait une centaine de pièces de la collection archéologique. Dans cette pièce, est exposé le Rapt de Ganymède, suspendu au centre de la voûte décorée par des lacunaires. Federico Zuccari est probablement l'auteur de la décoration en stuc du monstre grotesque avec ses mâchoires béantes visibles dans la Salle de la Cheminée ;
- Dans la Salle de Psyché, se trouve la toile l’Offre de cadeaux à Psyché, une copie de l'original par Francesco Salviati, déjà placée au milieu du plafond en bois démembré au milieu du XIXe siècle.

Le second étage, sans décoration notable, accueille des expositions temporaires et des événements culturels.
Le palais est un unicum pour l'histoire de l'art et de l'architecture de Venise. Sa forme architecturale, ses riches décorations, ainsi que l'histoire de la famille Grimani de Santa Maria Formosa, sont encore sujets d'étude et de recherche.

## Expositions temporaires
- Domus Grimani 1594-2019. La collection de sculptures classiques du palais après quatre siècles
- Domus Grimani - La chambre du Doge
- Archinto, de Georg Baselitz
- Wael Shawky - I am hymns of the new temples
- Rick Lowe - The Arc within the Arc
- Le Tintoret et Giovanni Grimani

## Architecture

### Cour intérieure
La grande cour centrale est le résultat d’une imposante restructuration du palais, achevée autour de 1560. L’édifice médiéval d’origine avait été construit à la confluence entre le rio de San Severo et le rio de Santa Maria Formosa, et formait un plan en forme de L. 
Redécoré dans les années 1530, sur l’initiative des frères Vettore et Giovanni Grimani, le palais reprend le modèle des antiques domus romaines et reflète le climat culturel de la Renaissance italienne. 
Les loges réalisées, ainsi que les salles au premier étage, sont décorées de sculptures classiques. La loge opposée à l’entrée du musée est complètement recouverte de fresques représentant des motifs végétaux, dont l’ornement est enrichi de sculptures en stuc représentant des paniers de fruits et légumes.

### Escalier monumental

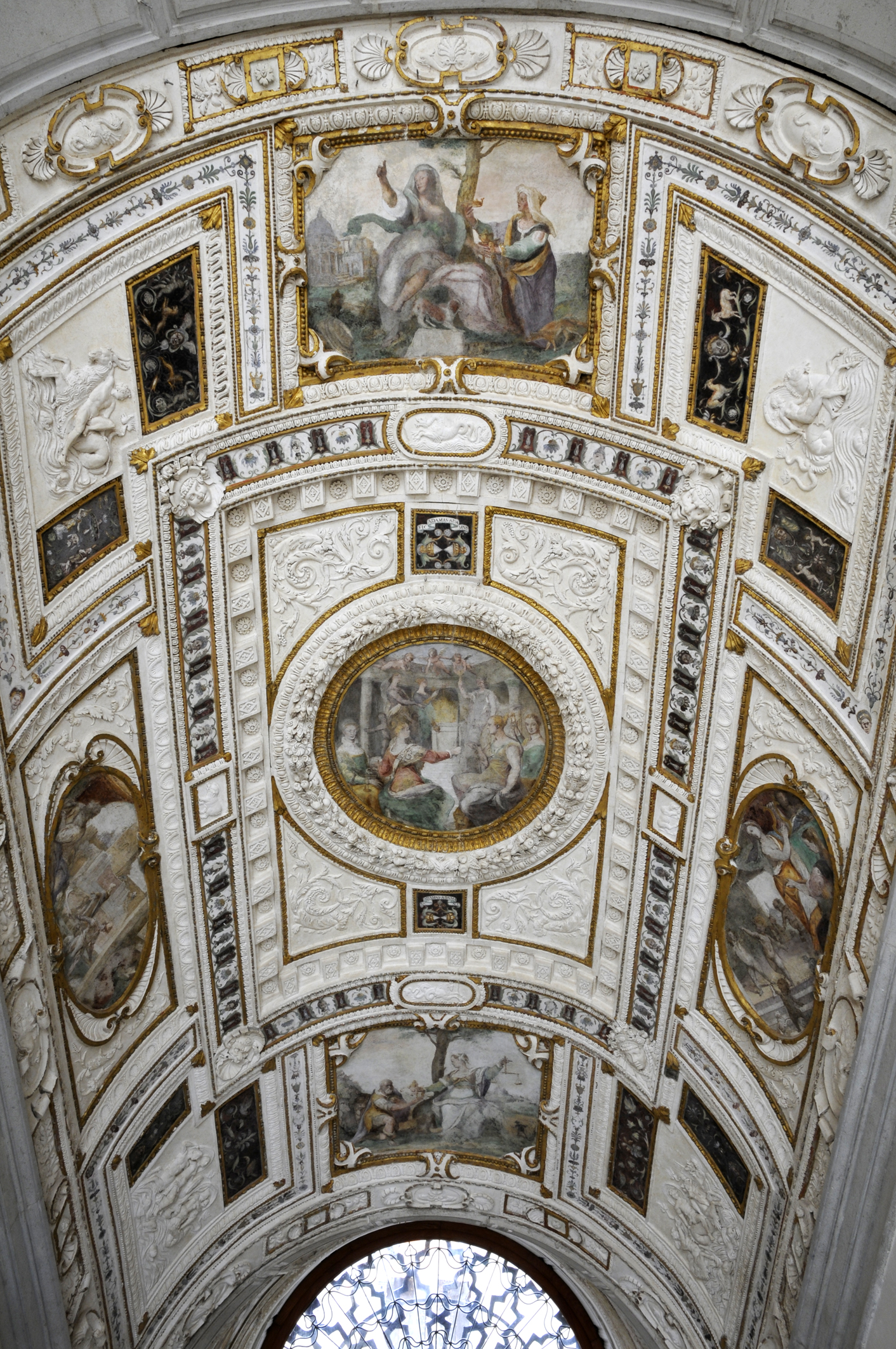
Escalier monumental.

De 1563 à 1565, la voûte en berceau de l'escalier menant au portego, ou au salon de l'étage principal, est décorée par Federico Zuccari, jeune artiste de culture romaine, avec des fresques allégoriques exprimant les vertus de son mécène Giovanni. 
Elles sont complétées par des grotesques et bas-reliefs en stuc avec des créatures mythologiques. Ces derniers reproduisent des camées antiques de la collection de Giovanni Grimani. 
Le grand escalier peut être comparé à la Scala d'Oro du Palazzo Ducale et à celle de la Bibliothèque Marciana.

### Camaron d'Oro: chambre d'Or
Cette pièce doit son nom aux tapisseries ornées de fils d'or qui couvraient autrefois les murs.  
Trois sculptures de la collection d'antiquités de Giovanni Grimani  sont exposées dans cette pièce : deux statues d'Antinoüs et une d'Athéna. La collection fut donnée en 1587 à la Statuaire Publique de la Sérénissime (aujourd'hui Musée Archéologique National). 
La pièce recueille également un plâtre du Groupe de Laocoon, qui, d'après Vasari, est une copie du XVIIIe siècle de la sculpture du premier siècle avant J.-C. Le cardinal Domenico Grimani avait reçu en cadeau une petite copie en bronze de la sculpture par Sansovino. Le groupe, trouvé à Rome en 1506 aux Thermes de Titus, est conservé dans les Musées du Vatican. 

### Sala a fogliami: Salle à feuillages
Le plafond de la salle appelée des feuillages, ou du pergolo, a été fait dans les années 1560 par Camillo Mantovano. Il doit son nom à la décoration du plafond qui célèbre la nature luxuriante : des plantes et des fleurs, un fourré dense habité par de nombreux animaux, souvent dans des attitudes prédatrices et riches en significations symboliques. 
Dans les lunettes surmontées de grotesques, des figurations complexes en forme de rébus font allusion au processus d'hérésie subi par le patriarche Giovanni Grimani. 
De part et d’autre de la porte d’accès à la salle suivante, sont exposés deux bustes en bronze du XVIe siècle. Ils proviennent du monastère de San Giovanni in Verdara à Padoue et représentent l’empereur Hadrien et l’impératrice Sabine sous la figure de Cérès.

### Avant tribune et Tribune

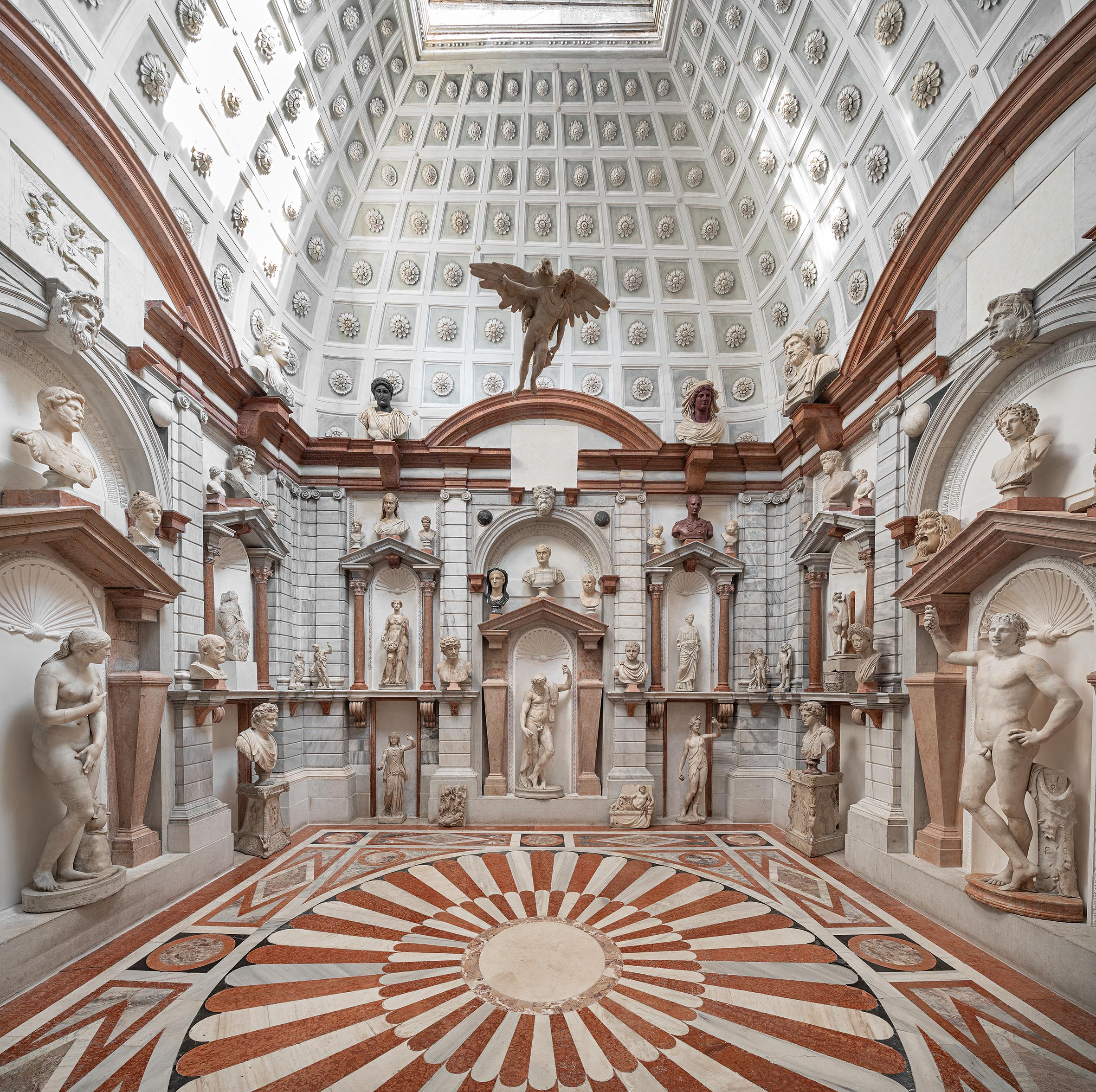
La tribune

Dans la salle précédant la Tribune, une statue classique représente l’Automne ; elle appartenait à la collection de Giovanni Grimani. La Tribune était également connue sous le nom d'Antiquarium et abritait à l'origine plus de cent trente sculptures anciennes. 
Cet espace extraordinaire, fermé sur ses trois côtés, illuminé d'en haut et inspiré par le Panthéon, constitue le pivot et la destination de l'itinéraire le long des pièces qui le précèdent. 
La variété des sources d'inspiration suggère une implication directe de Giovanni Grimani lui-même dans la conception. 
La sculpture du Rapt de Ganymède, suspendue au centre de la pièce, est une copie romaine d'un original hellénistique tardif et a été replacée dans sa position d'origine après la restauration du bâtiment.

### Salle néoclassique
Cette chambre a été rénovée pour servir de chambre à coucher pour le mariage, célébré en 1791, entre la princesse romaine Virginia Chigi et Giovanni Carlo Grimani. À cet effet, deux dressings[Quoi ?] ont été créés dans les pièces situées derrière le mur de la cheminée. La décoration du plafond, exécutée par le Véronais Giovanni Faccioli, reproduit fidèlement certaines pièces de peinture murale ancienne (comme les Noces Aldobrandines et peintures de la Domus Aurea). La Nuda, un travail qui faisait partie du cycle de fresque que Giorgione a exécuté sur la façade du Fontego dei Tedeschi en 1508, est exposée dans la salle.

### Salle à manger

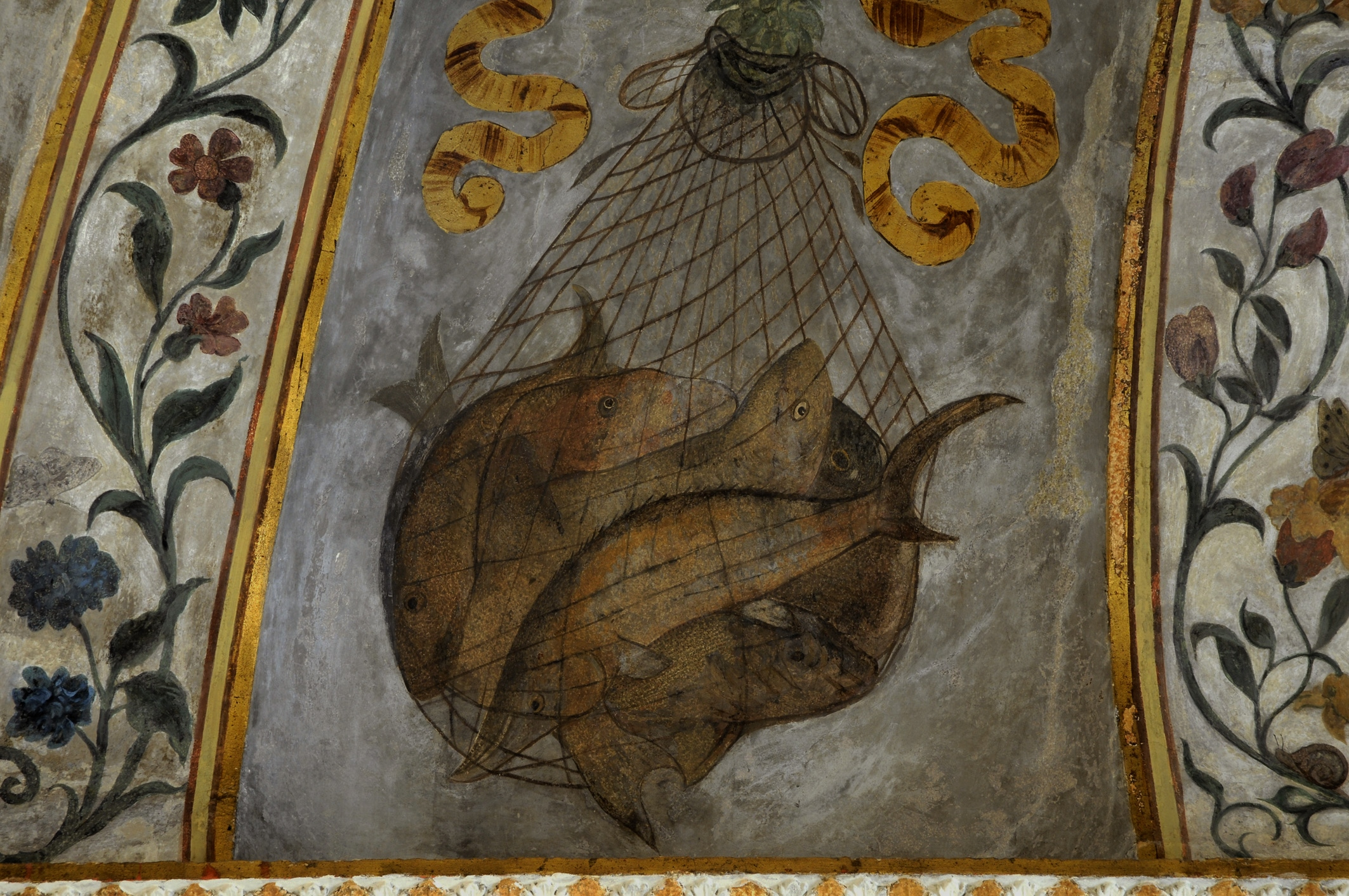
Détail du plafond de la salle à manger.

Le plafond de cette salle, décoré de festons avec du gibier, des légumes et des poissons, alternant avec des bandes florales, a été créé par Camillo Mantovano et un collaborateur[Qui ?] vers 1567. 
Le schéma de composition, avec l'espace divisé en segments par des rayons qui convergent vers centre, propose dans une clé moderne un modèle utilisé dans la Domus Aurea. 
La peinture du XVIIe siècle au centre du plafond, San Giovanni baptisant la foule, dérive du tableau homonyme de Nicolas Poussin au Louvre. Selon les guides du XIXe siècle[Qui ?], il remplacerait un tableau attribué à Giorgione et représentant les Quatre éléments.

### Salle du Doge, vestibule et chapelle
Ces trois domaines appartiennent à la dernière phase de construction en 1568. 
Dans la chapelle, utilisée par le patriarche Giovanni Grimani pour la célébration de la messe privée, se trouve une toile du XVIe siècle attribuée à Giovanni Contarini, élève du Titien. Celle-ci occupait l’autel en marbre retiré durant le XIXe siècle. 
Sur le plafond de la chapelle et du vestibule, de brèves inscriptions en latin rappellent le procès intenté au patriarche. De la fenêtre du vestibule, il est possible d’apercevoir l'escalier en colimaçon, probablement un projet de Palladio. 
Dans la pièce voisine, une plaque au-dessus de la cheminée célèbre le rôle d'Antonio Grimani, grand-père de Giovanni et doge de la république de Venise (1521-1523) ; la salle lui est dédiée. 
Pour souligner l'importance de ces trois pièces, les murs et les sols sont entièrement décorés de panneaux de marbre, selon le goût ancien. Dans les niches, au-dessus des portes et au-dessus de la cheminée, se trouvaient d'anciens vases, des bustes et des groupes sculpturaux classiques. Le décor comprend un buste en bronze d'Antonio Grimani et une peinture à l'huile sur toile à l'effigie de l'illustre ancêtre.

### Chambre d'Apollon

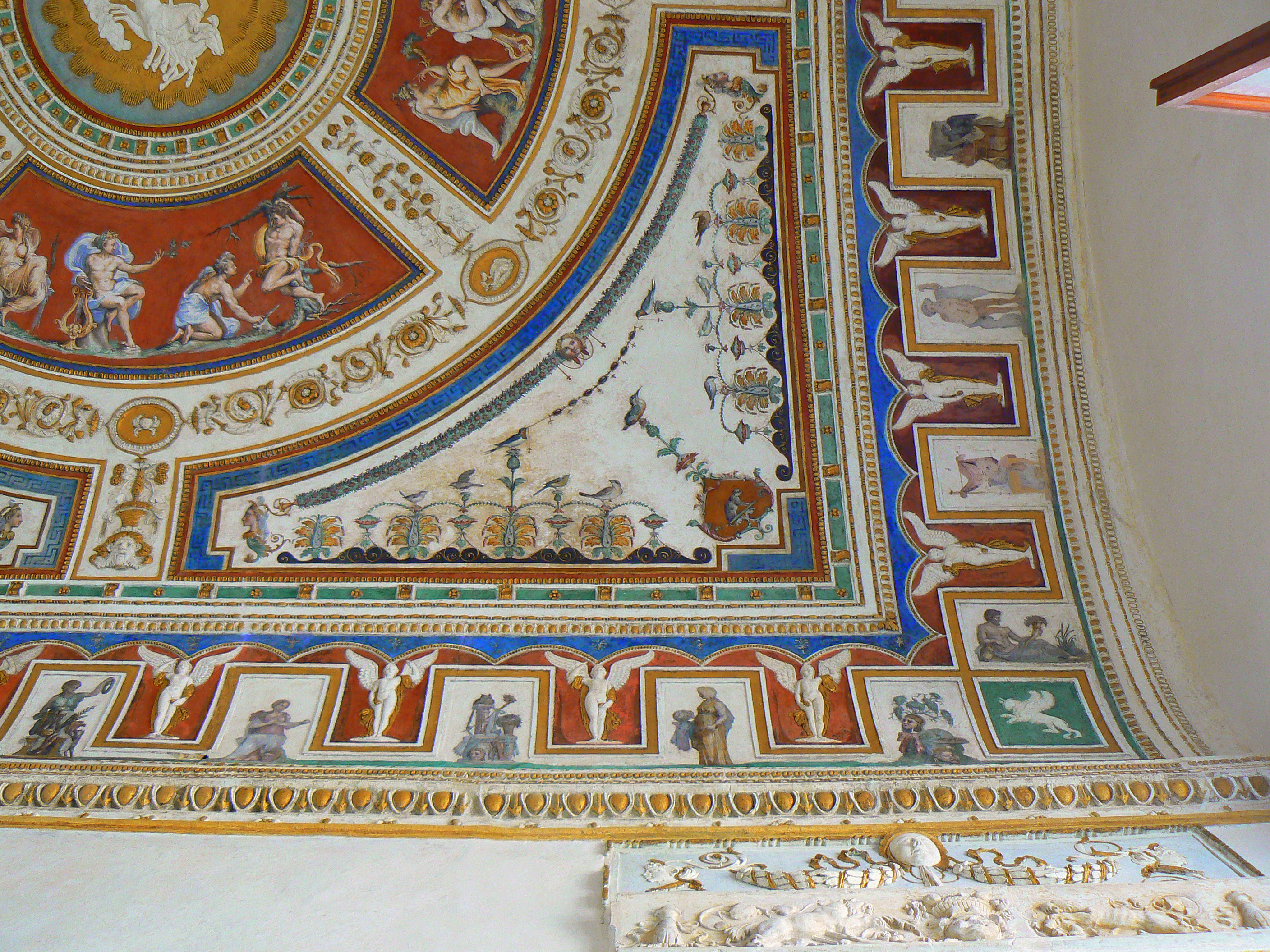
Chambre d'Apollon

Situées dans l’emplacement du bâtiment médiéval, les chambres d'Apollon, de Callisto et de Psyché ont été décorées de 1537 à 1540 par des artistes de formation maniériste. 
Sur la voûte, il y a la Dispute entre Apollon et Marsyas narrée dans les Métamorphoses d'Ovide. Il s’inspire du plafond d’une tombe romaine. Les quatre épisodes sont l'œuvre du Florentin Francesco Salviati, tandis que les stucs, les divinités classiques, les grotesques et les splendides oiseaux furent effectués par Giovanni da Udine . 
Dans la lunette sur le mur du fond, une représentation allégorique d'un décor romain fait allusion aux origines et aux gloires de la famille Grimani. La seule sculpture placée ici est la tête de Thalie, la muse de la Comédie.

### Chambre de Callisto
Comme dans la Chambre d'Apollon, la chambre consacrée à la nymphe Callisto et à l'histoire de sa métamorphose fait référence au fameux texte d'Ovide. 
L'histoire se déroule à travers cinq carrés avec un fond d'or, à partir de la première - sur le mur opposé aux fenêtres -, où la nymphe endormie est aimée par Jupiter, jusqu'à l'épilogue - au milieu du plafond - dans laquelle Callisto et son fils Arcas sont transformés en constellations. 
Ayant redécouvert à Rome la technique du stuc ancien, l'ayant étudié sur les ruines classiques, Giovanni da Udine montre dans ce plafond sa grande invention ; il recrée des animaux, des natures mortes et douze chérubins symbolisant les mois de l'année, accompagnés de quatre signes zodiacaux. 
Quelques miroirs ronds placés dans le stuc embellissent la composition et, selon l'histoire racontée, rappellent les étoiles du firmament.

### Chambre de Psyché
La salle est présentée sous une forme totalement renouvelée, ayant retrouvé la spatialité du XVIe siècle. 
La pièce avait un plafond à caissons en bois dans lequel cinq tableaux étaient placés avec la fable de Cupidon et Psyché, racontée par Apulée. Parmi ceux-ci, il reste l'octogone au centre, probablement une copie de l'original réalisé par Francesco Salviati en 1539, qui représente Psyché vénérée comme une déesse pour sa beauté. 
Des travaux récents ont révélé l'existence d'une grande cheminée, au fond de laquelle une salamandre est sculptée dans les flammes. 
Les deux candélabres décorés de fresques avec des oiseaux et des poissons peints vers 1560 sont probablement de Camillo Mantovano. 
Quatre têtes classiques sont exposées dans les niches au-dessus des portes

### Salle de la Cheminée
La grande salle d'angle, appartenant à la partie la plus ancienne du bâtiment, a été rénovée dans les années 1560. 
Elle est dominée par une grande cheminée, et surmontée de marbre coloré et de grandes décorations en stuc, où des niches et des étagères abritaient d'autres pièces archéologiques de la collection de Grimani. L'élégance des visages représentés de profil, la qualité des guirlandes et des fruits et l'étonnant monstre à la bouche béante, au centre, suggèrent qu'ils sont l'oeuvre de Federico Zuccari. 
Sur les murs, sont encore visibles des fragments d'une décoration de fresque qui rappelle la colonnade de la cour.

## Domus Grimani 1594 - 2019

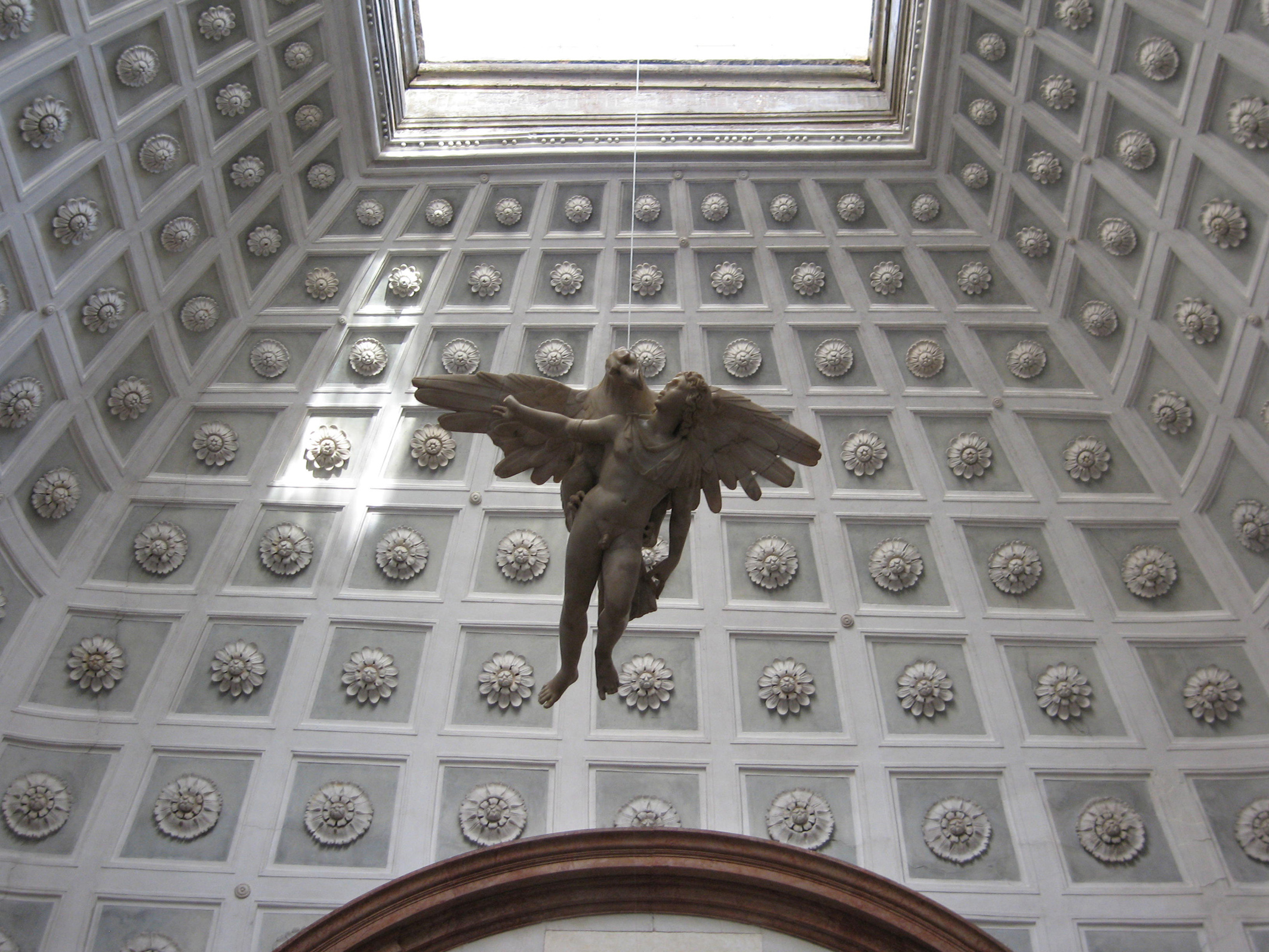
Ganimede, arte romana, Tribuna

Le 7 mai 2019, l'exposition « DOMUS GRIMANI 1594 - 2019 » a été inaugurée. Elle marquait le retour temporaire de nombreux chefs-d'œuvre de l'art grec, romain et de la Renaissance, appartenant à la collection de Giovanni Grimani et leur relocalisation dans des salles où ils étaient jusqu'à la mort du patriarche.
Le parcours de l'exposition se développe dans une série de salles (Camaron d'Oro, Sala a Fogliami, Antitribuna) menant à la Tribuna, par la seule entrée d'origine.
Outre les sculptures du Musée national d'archéologie de Venise, des meubles du XVIe siècle étaient exposés, avec l'intention de recréer une demeure aristocratique du XVIe siècle : une tapisserie dessinée par Francesco Salviati (l'une des œuvres les plus remarquables), les bronzes de Jacopo Sansovino et Tiziano Aspetti, deux pare-feux en bronze de Girolamo Campagna et une table incrustée de marbres anciens et de lapis-lazuli appartenant à la famille Grimani. Ils provenaient d'autres musées vénitiens et de collections privées

## Domus Grimani - La Salle du Doge
La salle du Doge a été créée en même temps que les travaux d'extension du palais commandés par Giovanni Grimani, patriarche d'Aquilée, et son frère Vettore et achevés en 1568. 
Cet espace, pendant idéal de la Tribuna, et probablement conçu par Giovanni lui-même, célèbre la figure d'Antonio Grimani, habile marchand d'épices et premier doge de la famille. Pour évoquer les relations de l'ancêtre avec la Méditerranée orientale, Giovanni et Vettore ont décidé d'embellir l'espace avec des marbres anciens et précieux, tels que l'albâtre jaune, la serpentine verte et le porphyre rouge. Le cadre spectaculaire ainsi créé permet d'exposer une partie des sculptures classiques de la collection familiale.
Les conservateurs Daniele Ferrara, directeur des musées régionaux de la Vénétie, et Toto Bergamo Rossi, directeur de Venetian Heritage, ont étudié minutieusement les documents historiques : le testament de Giovanni Grimani, des descriptions historiques de l'époque et des photographies de la fin du XIXe siècle récemment découvertes dans les archives de la National Gallery de Washington. Ils ont ainsi pu déplacer une vingtaine de sculptures à l'intérieur de la salle, dont le groupe de Dionysos, appuyé sur un satyre de l'époque impériale romaine. Onze autres sculptures ont été placées dans les salles adjacentes : six dans le vestibule, une dans le Camerino di Callisto et quatre dans la Sala di Psiche.

## Archinto
Parallèlement au réaménagement de la salle du Doge, le musée du Palazzo Grimani accueille une exposition d'œuvres nouvelles et récentes de l'artiste allemand Georg Baselitz. Né en 1938, il est l'un des artistes les plus marquants de sa génération. 
Cette exposition est organisée par Mario Codognato, produite par Gagosian en collaboration avec Venetian Heritage. 
Intitulée Archinto, elle est installée au rez-de-chaussée du musée. Douze toiles réalisées spécialement pour la Sala del Portego sont placées dans ses cadres en stuc du XVIIIe siècle, où se voyaient jusqu'au XIXe siècle les portraits de la famille Grimani. Grâce à une convention particulière dans le cadre de la concession de l'artiste, ces œuvres resteront en prêt à long terme au musée. 
Dans Archinto, Georg Baselitz rend hommage à Venise et à sa riche tradition artistique, d'une part, en rétablissant la continuité historique, et d'autre part en signalant une rupture entre le célèbre portrait de la Renaissance et ses équivalents contemporains. Le titre de l'exposition et ses œuvres font référence au portrait énigmatique du cardinal Filippo Archinto que Titien a peint en 1558. Replaçant la sensibilité des maîtres anciens dans un contexte actuel, la qualité fantomatique des peintures de Georg Baselitz confirme son intérêt pour les techniques de la gravure et fait allusion au thème de la mortalité humaine.  

## Expositions temporaires

### Wael Shawky - I am hymns of the new temples -jusqu'au 30 juin 2024
L'exposition rassemble l'œuvre cinématographique I Am Hymns of the New Temples - أنا تراتیل المعابد الجدیدة – réalisée par l'artiste en 2023 ; après sa projection au Parc archéologique de Pompéi, elle est présentée à Venise en avant-première internationale dans un musée, ainsi qu'une sélection d'œuvres et de dessins multi-matériaux créés par l'artiste entre 2022 et 2024. 
Le projet d'exposition est conçu comme un dialogue idéal entre différents espaces et temps, dans lequel des œuvres contemporaines cohabitent avec des œuvres archéologiques et les salles historiques du Palazzo Grimani. C'est un chemin qui, depuis le Camaron d'Oro, mène à la soi-disant Tribune, également connue sous le nom d'Antiquarium ou Camerino delle Antichità, véritable point d'appui du palais et de ses récits.
L'exposition est organisée par Massimo Osanna (directeur général des musées du ministère de la Culture), Andrea Viliani (co-commissaire du programme Engagement de Pompéi. Sujets archéologiques) et Gabriel Zuchtriegel (directeur du parc archéologique de Pompéi), dans une collaboration entre le Musée du Palais Grimani et le Parc Archéologique de Pompéi ; elle accompagne la participation de l'artiste à la 60ème Exposition Internationale d'Art La Biennale de Venise, où Wael Shawky a été invité à représenter la République Arabe d'Egypte au Pavillon Egypte.

### Rick Lowe -The Arc within the Arc-jusqu'au 24 novembre 2024
The Arch Within the Arc, est une exposition des nouvelles peintures de Rick Lowe, et sa première exposition personnelle en Italie. Inspiré par l'histoire du Palais - un exemple rare d'architecture de la Renaissance toscane-romaine dans une ville où l'ancien et le contemporain se rencontrent - et par la dynamique urbaine de Venise, cet ensemble d'œuvres naît de l'analyse de Lowe de l'arc en architecture.
Dans les toiles de Lowe, créées avec de la peinture acrylique et du collage, les motifs géométriques et l'improvisation interagissent. L'artiste s'est inspiré des salles du Palazzo Grimani et de sa Tribune ; ces éléments l'ont amené à une réflexion sur l'influence de l'architecture ancienne et pré-moderne.
Rayonnant vers l'extérieur dans un mouvement circulaire, la composition des œuvres naît d'un processus de construction et de déconstruction ; il évoque les infrastructures, la cartographie et l'expérience de déplacement à travers la ville et ses voies navigables.
L'artiste dispose les unités rectangulaires en grilles linéaires ; elles se succèdent sur la toile, comme des jeux de dominos. Lowe s'inspire de la nature du jeu et des motifs qu'il génère, soulignant les correspondances visuelles avec les vues aériennes et les plans de la ville. Les peintures sont une méditation sur les relations spatiales, temporelles et sociales, en ligne avec les recherches de Lowe qui oscillent entre pratique civique et expression visuelle.

### Le Tintoret et Giovanni Grimani -jusqu'au 8 septembre 2024
L'exposition Le Tintoret et Giovanni Grimani est consacrée aux portraits de Giovanni Grimani, patriarche d'Aquilée. Elle s'inscrit dans le processus de valorisation et de promotion de l'histoire et des collections du palais. Entrepris à partir de 2019, avec la réorganisation de la Tribuna Grimani et de la Salle des Doges, ce processus est le fruit de la collaboration entre la Direction régionale des musées de Vénétie et Venetian Heritage.
A l'occasion de cette exposition spéciale, le portrait de Giovanni Grimani, attribué à Domenico Tintoretto, est comparé à deux autres tableaux de la main de son père Jacopo Tintoretto. Il appartenait aux collections du musée grâce à son acquisition et à sa donation par Venetian Heritage. Il témoigne de l'évolution de l'effigie du prélat vénitien, dans une succession entre la seconde moitié du XVIe siècle et les premières années du XVIIe.

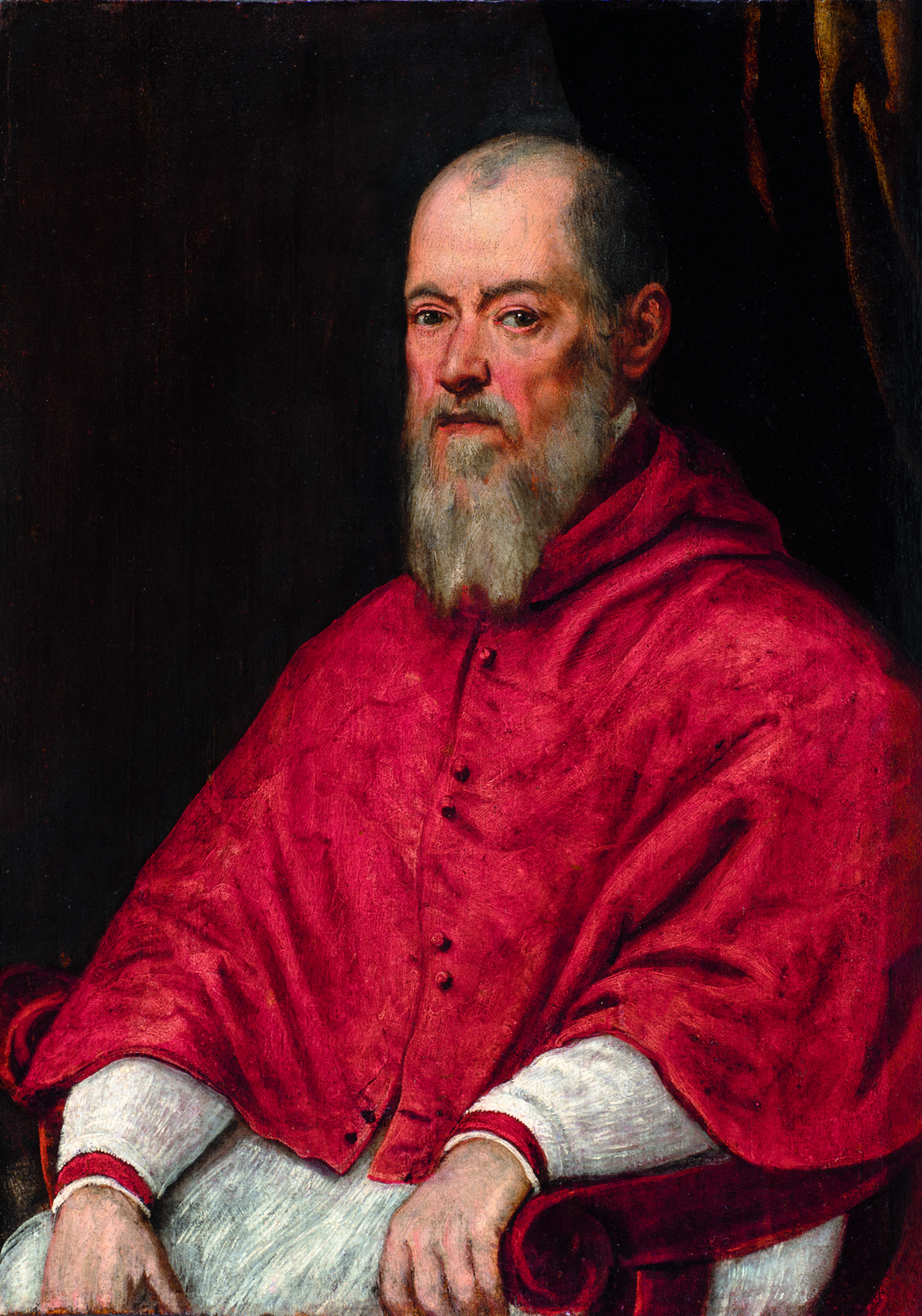
J. Tintoret, Giovanni Grimani, coll Schorr

Une petite huile sur panneau représentant le portrait du Patriarche Giovanni Grimani est un prêt exceptionnel. Récemment redécouvert dans une collection privée de la Galerie Colnaghi, il est exposé au public pour la première fois. Le panneau a été créé par Jacopo Tintoretto, probablement comme modèle pour l'exécution de deux chefs-d'œuvre de l'artiste : le Portrait du Patriarche Giovanni Grimani, propriété de la Collection Schorr, exposé ici, et le célèbre Portrait de Giovanni Grimani, conservé à le Rijksmuseum d'Amsterdam.
L'exposition est accompagnée d'un volume, publié par Marsilio Editori. Richement illustré, il propose une lecture actualisée de la manière dont l'image du prélat vénitien a été définie à travers son portrait. Il aborde les événements biographiques, le contexte historique, les enjeux politiques, iconographiques et iconologiques, et la relation avec le Tintoret.
L'exposition est organisée par Toto Bergamo Rossi, Daniele Ferrara et Valeria Finocchi ; elles est promue, organisée et financée par la Direction régionale des musées de Vénétie, le patrimoine vénitien et Colnaghi ; c'est donc une collaboration entre public et privé, et elle contribue à la valorisation et la jouissance du patrimoine culturel.